# Asperoteuthis acanthoderma
Espèce
Synonymes
- Asperoteuthis famelica Berry, 1909[2]
- Chiroteuthis acanthoderma Lu, 1977[1]

Statut de conservation UICN

 LC  : Préoccupation mineure
Asperoteuthis acanthoderma est une espèce de calmars géants de la famille des chiroteuthidés.

## Description
Asperoteuthis acanthoderma est un calmar de grande taille caractérisé par les petits tubercules présents sur sa peau qui lui confèrent un toucher rugueux voire piquant, et par des fouets extrêmement longs.
Le plus grand spécimen enregistré mesurait 78 cm de long pour le seul manteau, mais sa longueur totale originale demeure inconnue comme il manquait les tentacules. Un spécimen présentant un manteau de 45 cm avait une longueur totale de presque 5,5 m (soit 12 fois la longueur de sa cape). Avec le même rapport, un spécimen avec un manteau de 1 m de long mesurerait donc jusqu'à 13 m, et leur anatomie laisse penser qu'ils pourraient bien atteindre des tailles encore très supérieures. Ce qui ferait d’Asperoteuthis acanthoderma l'un des céphalopodes connus les plus longs.

## Habitat et répartition
Ces calmars se rencontrent dans l'océan Atlantique où ils vivent à de grandes profondeurs. On sait peu de choses de leur mode de vie.

## Publication originale
- (en) Chung Cheng Lu, « A new species of squid, Chiroteuthis acanthoderma, from the Southwest Pacific (Cephalopoda, Chiroteuthidae) », Steenstrupia, vol. 4,‎ 1977, p. 179–188.